# 郝国昆
郝国昆（1965年5月—），女，汉族，吉林四平人，中华人民共和国政治人物。现任吉林省人大常委会副主任，中共吉林省委组织部副部长。